# Antilliaanse brouwerij
De Antilliaanse brouwerij N.V. ook bekend als de "Amstelfabriek" was een bierbrouwerij in Willemstad op Curaçao die heeft bestaan van 1960 tot 2005.
De brouwerij werd in 1960 opgericht door de Amstel brouwerij in samenwerking met distilleerder J.A.J. Sprock N.V.. In de brouwerij werd enkel Amstel bier, Amstel Malta en shandy (Green Sands) voor de lokale markt geproduceerd. In 1968 werd de Amstel brouwerij overgenomen door Heineken en kwam ook de Antilliaanse brouwerij in diens handen. Door het wegvallen van het protectiebeleid rond 1994 komen buitenlandse bieren op de Curaçaose markt, zoals het Venezolaanse Polar, en daalt de omzet van de Antilliaanse brouwerij N.V. Om het tij te keren introduceert de Antilliaanse Brouwerij in 1998 het biertje Amstel Bright, in een transparante fles zoals het populaire Corona. Dit bier wordt anderhalf jaar later ook geëxporteerd naar Nederland. Toch mocht dit niet baten, want uiteindelijk moest de brouwerij in 2005 alsnog de deuren sluiten.